# 切尔内什科夫斯基区
切尔内什科夫斯基区（俄语：Чернышковский район）是俄罗斯联邦伏尔加格勒州下辖的一个区，其行政中心为切尔内什科夫斯基。据2016年统计，该区的人口为15940人。